# Collège nordique francophone
Le Collège nordique francophone à Yellowknife dans les Territoires du Nord-Ouest est le seul établissement francophone d'enseignement postsecondaire et de formation continue au nord du 60e parallèle. L'école est lancée par la Fédération franco-ténoise,.
Le collège s'associe au Collège La Cité d’Ottawa pour offrir des cours à distance aux franco-ténois dans leurs communautés.